# Mostruosi marziani - Butt-Ugly Martians
Mostruosi marziani - Butt-Ugly Martians (Butt-Ugly Martians) è una serie televisiva animata al computer prodotta dallo studio britannico Just Entertainment in collaborazione con Mike Young Productions e DCDC Limited. I diritti di distribuzione sono stati venduti a ITV nel 2000 e la serie è andata in onda su CITV dal 19 febbraio 2001 al 21 febbraio 2003. In Canada, è stata trasmessa su Teletoon a partire dal 4 settembre 2001  mentre e negli Stati Uniti è arrivata su Nickelodeon il 9 novembre seguente. In Italia è invece è stata trasmessa per la prima volta su Italia 1 nel corso del 2002.
Dal cartone animato sono stati tratti anche tre videogiochi: Butt Ugly Martians: Zoom or Doom per PlayStation 2, Butt-Ugly Martians: B.K.M. Battles per Game Boy Advance e Butt-Ugly Martians: Martian Boot Camp per PC. Il franchise ha anche generato una linea di giocattoli ad opera della Hasbro.

## Trama
I Mostruosi Marziani (B.U.M, acronimo di Butt-Ugly Martians) sono tre amici alieni costretti a invadere i pianeti della galassia per conto del malvagio Imperatore Bog, ma quando vengono inviati sulla Terra diventano dipendenti dalla cultura americana. Decidendo di non invaderla, i tre fingono semplicemente di occuparla e diventano amici con tre ragazzi del posto: Mike, Cedric e Angela. I Brutti Marziani continueranno così a frequentare la Terra, almeno finché l'Imperatore Bog non li scopre.

## Episodi
| n° | n° IT | Titolo originale                        | Titolo italiano         | Prima TV USA | Prima TV Italia |
| -- | ----- | --------------------------------------- | ----------------------- | ------------ | --------------- |
| 1  |       | Playback/Payback                        | Eroi per finta          |              |                 |
| 2  | 6     | Jax the Conqueror                       | Jax il conquistatore    |              |                 |
| 3  | 1     | Meet Gorgon                             | Il nemico alieno        |              |                 |
| 4  |       | You Bet Your Planet                     |                         |              |                 |
| 5  | 2     | Mike in Space                           | Avventura nello spazio  |              |                 |
| 6  |       | Meet Koo Foo                            | Pregiudizi spaziali     |              |                 |
| 7  | 3     | The Big Bang Theory on Mars             | L'apparenza inganna     |              |                 |
| 8  | 7     | Damage's Little Girl                    | Pericolo rosa           |              |                 |
| 9  | 4     | Introducing... the Ultimate Infi-Knight | Il cavaliere di Marte   |              |                 |
| 10 |       | Brothers from Another Planet            |                         |              |                 |
| 11 |       | That's No Puddle, That's Angela         | Angela si è sciolta!    |              |                 |
| 12 | 5     | Out of Sync                             | Cantanti o marziani?    |              |                 |
| 13 |       | Bog's Not So Dumb After All Part 1 of 2 | Bog sa tutto - Parte I  |              |                 |
| 14 |       | Bog in Charge Part 2 of 2               | Bog sa tutto - Parte II |              |                 |
| 15 |       | Muldoon's Big Catch                     | Il principino alieno    |              |                 |
| 16 |       | Emperor Damage                          |                         |              |                 |
| 17 |       | Bog's Missing Trophy                    | Il trofeo               |              |                 |
| 18 |       | Better Off Without Us                   | Cattive compagnie       |              |                 |
| 19 |       | Everybody Loves Angie                   | La bella e l'alieno     |              |                 |
| 20 |       | Unbrainwashing Muldoon                  | Il virus                |              |                 |
| 21 |       | Bye Bye B-Bop                           | Bye Bye B.Bop           |              |                 |
| 22 |       | Big Bash in Britain                     | Materia e antimateria   |              |                 |
| 23 |       | Alien Games                             | Giochi alieni           |              |                 |
| 24 |       | If the Suit Fits                        |                         |              |                 |
| 25 |       | Let's Make a Deal                       | Facciamo un patto       |              |                 |
| 26 |       | This Is... the Butt-Uglies              | Brutti ma buoni         |              |                 |

## Personaggi
- B-Bobalula
- 2T-Fruit
- Johnny B-Gud
- Imperatore Bog
- Dottor Disaster
- Ronald
- Dott. Brady Hackshaw
- Angela
- Cedric
- Mike
- Mister Bang
- Sid Severe